# 4 Syberyjski Korpus Armijny
4 Syberyjski Korpus Armijny (ros. 4-й Сибирский армейский корпус) – jeden ze związków operacyjno-taktycznych  Armii Imperium Rosyjskiego w czasie I wojny światowej. Pierwszy raz sformowany na okres wojny rosyjsko-japońskiej 1904-05, a rozformowany po wojnie. Ponownie sformowany w 1910 roku, a rozformowany w 1917/1918 roku.

## Struktura organizacyjna
Organizacja w 1914
- dowództwo i sztab – Władywostok
- 9 Syberyjska Dywizja Strzelecka
- 10 Syberyjska Dywizja Strzelecka
- 4 Syberyjski dywizjon artylerii haubic (4-й Сибирский мортирно-артиллерийский дивизион)
- 6 Syberyjski batalion saperów (6-й Сибирский сапёрный батальон)

## Korpus wchodził w skład armii
- 12 Armii (23 stycznia 1915 – 24 lipca 1915)
- 2 Armii (12 sierpnia 1915 – 20 czerwca 1916)
- 3 Armii (10 czerwca 1916 – 17 czerwca 1916)
- 8 Armii (1 września 1916 – 11 września 1916)
- 6 Armii (22 grudnia 1916 – grudzień 1917)

## Dowództwo

### Dowódcy Korpusu
- Nikołaj Płatonowicz Zarubajew, generał-lejtnant (9 lutego 1904 – 26 października 1905)
- Arkadij Nikanorowicz Niszczenkow, generał-lejtnant, od 6 grudnia 1912 generał artylerii (11 maja 1912 – 7 sierpnia 1913)
- Siergiej Siergiejewicz Sawwicz, generał-lejtnant (7 sierpnia 1913 – 8 maja 1915)
- Arkadij Walentinowicz Syczewski, generał piechoty (8 maja 1915 – 1 października 1915)
- Leonid-Otto Ottowicz Sirelius, generał piechoty (2 października 1915 – 10 kwietnia 1917)
- Piotr Michajłowicz Baranow, generał-lejtnant (10 kwietnia 1917 – 18 maja 1917)
- Gieorgij Karpowicz Korolkow, generał-lejtnant (18 maja 1917 – 7 września 1917)
- Władimir Iwanowicz Sokołow, generał-lejtnant (7 września 1917 – ?)

### Szefowie sztabu
- Aleksiej Pawłowicz Budberg, generał-major (1913 rok)
- Gieorgij Karpowicz Korolkow, generał-major (4 grudnia 1914 – po 1 stycznia 1916)
- Pawieł Pawłowicz Adżyjew, generał-major (12 maja 1917 – 8 lipca 1917)